# 수이상향

수이상향의 위치

수이상향(한국어: 수상향, 중국어: 水上鄉, 병음: Shuǐshàng Xiāng)은 중화민국 자이현의 향이다. 넓이는 69.1198km2이고, 인구는 2015년 8월 기준으로 50,495명이다.

## 지리
수이상향은 자이현 남부에 위치하고 북쪽은 타이바오시 및 자이시 시구와 서쪽은 루차오향과 동쪽은 중푸향과 남쪽은 바장시(八掌溪)를 사이에 두고 타이난현 바이허진 및 허우비향과 접하고 있다.
자난 평원의 바장시 북안에 위치해 지세는 평탄하다. 북회귀선이 향을 통과하고 있다.

## 역사
수이상향의 옛 이름은 수굴두(水堀頭)이다. 청대의 강희 연간에 한족이 이주해 관개용의 수굴지(水堀池)를 만들어 개척을 진행시켰고 그 논두렁에 있던 취락이었기 때문에 수굴두라고 명명되었다. 일본 통치 초기는 다이난주 엔스이코청, 이후 가기청의 관할이 되었지만, 1920년의 타이완 지방제 개편에 의해 수굴두(水堀頭)와 같은 뜻의 일본어 지명인 미즈카미장(水上庄)이 설치되어 다이난주 가기군의 관할이 되었다. 전후 처음에는 타이난현 수이상향이었고, 1950년에 자이현 수이상향으로 개편되었다.

## 교통

### 공항
- 자이 공항

### 철도
- 타이완 철로관리국 종관선

### 도로
- 국도 1호선
- 국도 3호선